# 武器王座
武器王座（葡萄牙語：Trono de Armas）是一座雕塑，由克里斯托旺·簡華或圖（葡萄牙語：Cristóvão Canhavato）於2002年以不再使用的武器製成。現由大英博物馆收藏，並獲稱為館藏中最「富有說服力」的一件。

## 描述
克里斯托旺·簡華或圖1966年生於莫桑比克南部薩瓦拉。簡華或圖於一合作項目「藝術中心協會」（葡萄牙語：Associação Núcleo de Arte）中使用「Kester」作為化名。Kester從藝術家集合中習得各種藝術技巧。藝術家集合由基督徒互援會和另一組織「化武為材」（葡萄牙語：Transformacao de Armas em Enxadas）所支援。
王座已由雕塑家簽署，但策展人發現該雕塑亦有被白蟻破壞，留下其獨特的另類簽署。Kester指雖然他的家屬曾被類似的武器所傷，但他亦有把笑臉藏於作品之中。右上角的槍托是一張人臉，原為帶子的繫穩處。王座後方的哥德式形狀則是代表教堂。

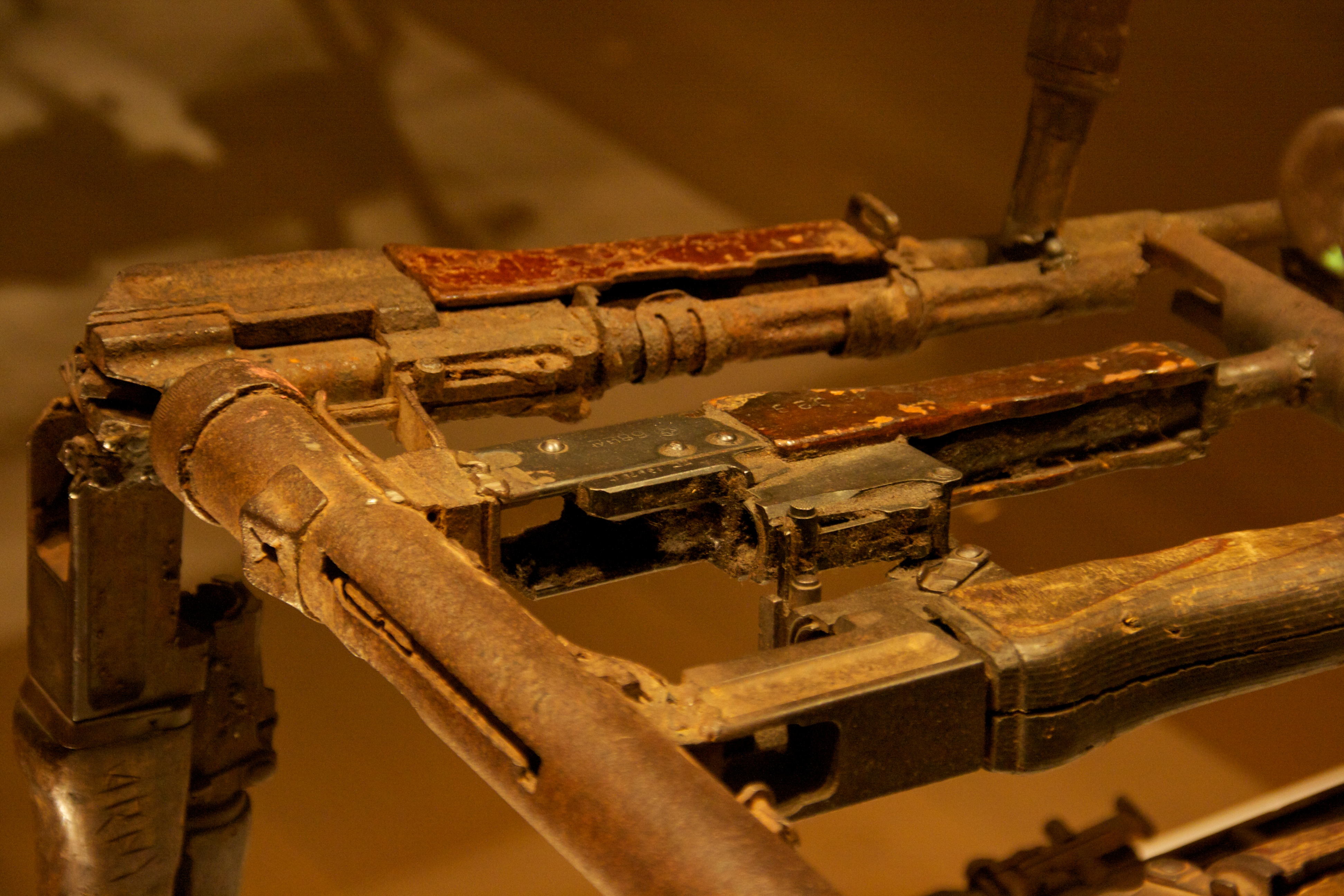
武器王座的細節

化武為材為Kester提供了退役武器以支援他製作此雕塑。雕塑上的步槍主要為卡拉什尼科夫自動步槍，曾於葡萄牙、東歐、北韓等地製造。王座背部的HK G3自動步槍由德國設計並於葡萄牙製造。這些武器在西非皆受廣泛使用。AK-47亦在設計之內，此槍至今仍於莫桑比克国旗之上。
王座前方為北韓製造的AKM突擊步槍以及PPS衝鋒槍。王座坐位處的武器則由波兰及捷克斯洛伐克製造。
莫桑比克的武器主要源自莫桑比克內戰以及移民。內戰中約有一百萬人死亡，並於1992年結束。科菲·安南指討論此王座時提到「我們沒有生產槍械，也沒有資金來買這些槍枝。怎麼我們會拿到這些武器來互相傷害？」

## 出處
大英博物館於2002年購入王座。基督徒互援會於一場展覽中把雕塑帶至英國。2005年大英博物館邀請同一組藝術家再次創作，成品為《生命之樹》，並自2005年2月起於博物館中展覽。

## 重要性

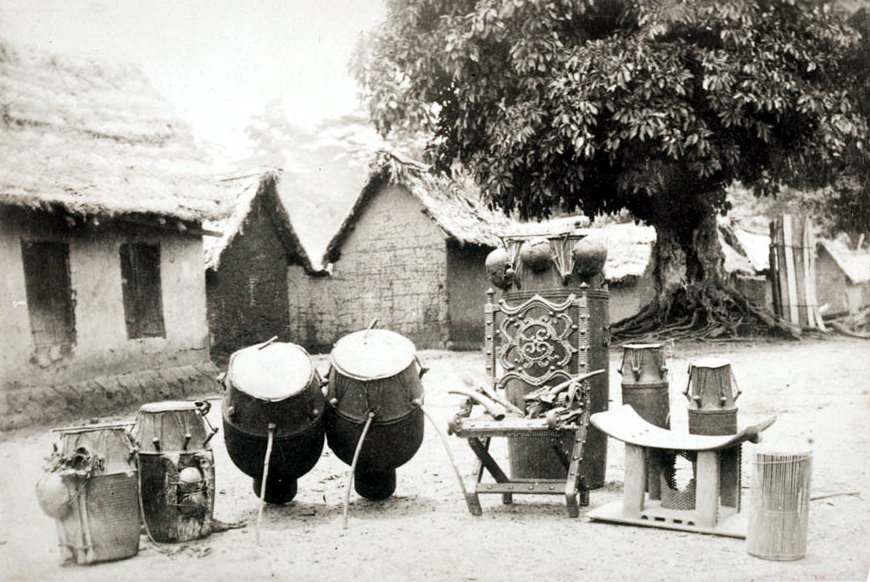
1880年代迦納的一張椅子，為Begoro的王座

马普托的藝術中心協會自1930年代起已經是一藝術家集合。殖民和內戰結束後仍然向不同藝術家提供支援。
將退役武器改作他用帶出雕塑家的象徵，然而椅子在非洲亦有權力的象徵意義徵
大英博物館將武器王座借出予英國各處展覽，包括學校、商場、博物館、教堂、社區中心及監獄等。武器王座被稱為最富有說服力的展品。
武器王座是《百物看世界》（A History of the World in 100 Objects）的第98項。武器王座為英国广播公司與大英博物館於2010年合作製作的電台節目。